# Praia Aviação
A Praia da Aviação é uma praia de Praia Grande, com 1,85 km de extensão, faz limite com as praia Guilhermina e a praia Tupi.
Conta com serviços de quiosques, restaurantes, salva vidas, hoteis e limpeza de praia.
A praia Aviação na Praia Grande possui cerca de 2 km de extensão e normalmente é uma praia limpa (fora os feriados). Em 1936 foi inaugurado o AeroClub, conhecido na época como Campo da Aviação e atualmente desativado. Assim surgiu o nome praia da Aviação.